# جوناتان لاسترا
جوناتان لاسترا (اسپانیایی: Jonathan Lastra‎؛ زادهٔ ۳ ژوئن ۱۹۹۳) دوچرخه‌سوار اهل اسپانیا است.
از باشگاه‌هایی که در آن رکاب زده‌است می‌توان به کاخا رورال-سگوروس رخا اشاره کرد.